# استیودنت پرنس
استیودنت پرنس (به انگلیسی: Adcox_Student_Prince) یک هواگرد ملخ‌پیشین تک‌موتوره از نوع ورزشی سبک ساخت شرکت Adcox است. هواگرد استیودنت پرنس نخستین پروازش را در ۱۷ سپتامبر ۱۹۲۹ میلادی انجام داد. در مجموع، تعداد ۶ فروند از این هواگرد ساخته شده‌است.
طراح این هواگرد، Basil B Smith بود.